# メアリー・ウィックス
メアリー・ウィックス（Mary Wickes、本名：Mary Isabelle Wickenhauser、　1910年6月13日 - 1995年10月22日）は、アメリカ合衆国ミズーリ州生まれの女優・声優である。

## 来歴
1910年にミズーリ州セントルイスに生まれる。ドイツ系、スコットランド系、アイルランド系の家庭で、プロテスタントの家系だった。セントルイス・ワシントン大学（専攻は政治学）を卒業後に、女優として活動を始め、1934年にヘンリー・フォンダとの共演舞台でブロードウェイデビュー。1930年代後半からは映画にも出演し始め、徐々に知名度を上げていく。オーソン・ウェルズ主催のラジオドラマ『The Mercury Theatre on the Air』にも登場している。背の高さと独特な声で、個性派としての才能を発揮し、1950年代あたりからはテレビドラマやミッキーマウス・クラブなどのテレビ番組にも出演。ラジオ版ではあるが、ディズニーの声優として101匹わんちゃんの悪役であるクルエラ･ド･ヴィルの役を演じた。尚、メアリー自身がクルエラのモチーフとも言われており、メアリー(当時50代)がクルエラの衣装を着用し、撮られている写真も存在する。
1990年代に入ると、かつてNHKでも放送されたトム・ボズリ・トレイシー・ネルソン主演のミステリー・ドラマ『名探偵ダウリング神父』では、主人公ダウリングが神父を務める教会の家事係マリーを演じた。その他、ウーピー・ゴールドバーグ主演の『天使にラブソングを…』シリーズにおいては、年配シスターのメアリー･ラザラスをユーモラスに演じ、その歌声も披露した。1962年にはエミー賞にもノミネートされたが、受賞には至っていない。

### 死去
晩年は腎不全と癌、及び合併症による壮絶な闘病生活をしながらも女優魂でラヴァーンの声優を務めていたが1995年に術中・術後合併症により満85歳で亡くなった。彼女の遺作となったのは『ノートルダムの鐘』であり、役どころは3体の石像のうちの纏め役のおばあさん、ラヴァーンで、声優を務めた(ただし、完成前にメアリー･ウィックスが亡くなった為、一部分はジェーン･ウィザーズの声)。
2004年にその功績が称えられ、地元であるセントルイスのウォーク・オブ・フェイムにその名が刻まれた。

## 出演作品

### 映画
| 公開年 | 邦題 原題                                                        | 役名                                     | 備考                             |
| ------ | ---------------------------------------------------------------- | ---------------------------------------- | -------------------------------- |
| 1938   | ジョンソンにはうんざり Too Much Johnson                          | バティッシュ夫人                         |                                  |
| 1942   | 晩餐に来た男 The Man Who Came to Dinner                          | プリーン夫人                             |                                  |
| 1942   | プライベート・バッカルー Private Buckaroo                        | ボニー・ベル                             |                                  |
| 1942   | 凸凹探偵の巻 Who Done It?                                        | ジュリエット・コリンズ                   |                                  |
| 1942   | 情熱の航路 Now, Voyager                                          | ドーラ・ピックフォード                   |                                  |
| 1943   | 天晴れ着陸 Happy Land                                            | エミー                                   | ノークレジット                   |
| 1943   | どんどん高く Higher and Higher                                   | サンディ・ブルックス                     |                                  |
| 1948   | 花嫁の季節 June Bride                                            | ローズマリー・マクナリー                 |                                  |
| 1948   | クリストファー・ブレイクの決断 The Decision of Christopher Blake | クララ                                   |                                  |
| 1950   | プリティガール The Petty Girl                                    | ウィットマン教授                         |                                  |
| 1951   | ムーンライト・ベイ On Moonlight Bay                              | ステラ                                   |                                  |
| 1953   | 銀色の月明かりの下で By the Light of the Silvery Moon            | ステラ                                   |                                  |
| 1953   | 女優 The Actress                                                 | エマ・グレイヴィー                       |                                  |
| 1954   | ホワイト・クリスマス White Christmas                             | エマ・アレン                             |                                  |
| 1954   | 砂塵 Destry                                                      | ベッシー・メイ・カーティス               |                                  |
| 1955   | 美わしき思い出 Good Morning, Miss Dove                           | ロレイン・エルウッド                     |                                  |
| 1958   | 誇り高き反逆者 The Proud Rebel                                   | アンズリー                               | ノークレジット                   |
| 1959   | ハッピー・ロブスター It Happened to Jane                         | マチルダ                                 |                                  |
| 1960   | シマロン Cimarron                                                | ニール・ヘフナー夫人                     |                                  |
| 1962   | ミュージック・マン The Music Man                                 | スクイアーズ夫人                         |                                  |
| 1964   | 不時着 Fate Is the Hunter                                        | ルウェリン夫人                           |                                  |
| 1964   | ニューヨークの恋人 Dear Heart                                    | ミス・フォックス                         |                                  |
| 1965   | 女房の殺し方教えます How to Murder Your Wife                     | ハロルドの秘書                           |                                  |
| 1966   | 青春がいっぱい The Trouble with Angels                           | シスター・クラリッサ                     |                                  |
| 1967   | 幽霊たちの餐宴 The Spirit Is Willing                             | グロリア                                 |                                  |
| 1968   | 青春ダイナマイト Where Angels Go Trouble Follows!                | シスター・クラリッサ                     |                                  |
| 1972   | ジョディ・フォスターのライオン物語 Napoleon and Samantha         | クラーク係                               |                                  |
| 1972   | 雪だるま超特急 Snowball Express                                  | ウィギントン夫人                         |                                  |
| 1979   | 激走！コンボイウーマン・ウイラ Willa                             | ユーニス                                 | テレビ映画                       |
| 1980   | ラスト・レター Touched by Love                                   | マーガレット                             |                                  |
| 1985   | 幽霊は臆病者 カンタヴィル・ゴースト The Canterville Ghost        | ウムニー夫人                             | テレビ映画                       |
| 1986   | クリスマス・ギフト The Christmas Gift                            | ヘンリエッタ・ソイヤー                   | テレビ映画                       |
| 1990   | ハリウッドにくちづけ Postcards from the Edge                     | おばあちゃん                             |                                  |
| 1992   | 天使にラブソングを… Sister Act                                   | シスター･メアリー･ラザラス               |                                  |
| 1993   | 天使にラブ・ソングを2 Sister Act 2: Back in the Habit            | シスター･メアリー･ラザラス               |                                  |
| 1994   | 若草物語 Little Women                                            | マーチ叔母さん                           |                                  |
| 1996   | ノートルダムの鐘 The Hunchback of Notre Dame                     | ラヴァーン(ピンク色味のおばあちゃん石像) | 長編アニメ映画（声の出演）、遺作 |

### テレビドラマ
| 放映年         | 邦題 原題                                                   | 役名                         | 備考                                                                      |
| -------------- | ----------------------------------------------------------- | ---------------------------- | ------------------------------------------------------------------------- |
| 1948-1952      | スタジオ・ワン Studio One                                   | メリー・ポピンズ、ほか       | それぞれ別の役柄で4エピソード出演                                         |
| 1952           | アイ・ラブ・ルーシー I Love Lucy                            | マダム･ル･モンド(バレエ教師) | エピソード『The Ballet』に出演                                            |
| 1954-1955      | The Halls of Ivy                                            | 家政婦のアリス               | レギュラーキャスト 27エピソード出演                                       |
| 1956           | マチネー・シアター Matinee Theatre                          | 役名不明                     | 1エピソード出演                                                           |
| 1956           | ヒッチコック劇場 Alfred Hitchcock Presents                  | フォスター夫人、他           | エピソード『Toby』、『The Baby Sitter』 それぞれ別の役で2エピソードに出演 |
| 1956-1957      | Make Room for Daddy                                         | リズ・オニール               | レギュラーキャスト 21エピソードに出演                                     |
| 1957           | プレイハウス90 Playhouse 90                                 | グレース                     | 1エピソード出演                                                           |
| 1958           | アネット Annette                                            | ケイティ                     | レギュラーキャストとして11エピソードに出演                                |
| 1958           | 怪傑ゾロ Zorro                                              | ドロリス・バスティナード     | 3エピソード出演                                                           |
| 1959-1962      | わんぱくデニス Dennis the Menace                            | Miss Esther Cathcart         | 10エピソード出演                                                          |
| 1963,1966      | ボナンザ Bonanza                                            | ハティー、他                 | それぞれ別の役で2エピソード出演                                           |
| 1964           | パパ大好き My Three Sons                                    | ジェリ・シュロンク           | 1エピソード出演                                                           |
| 1963-1967      | ザ・ルーシー・ショー The Lucy Show                          | フランセス、ほか             | それぞれ別の役で9エピソードに出演                                         |
| 1965           | ベン・ケーシー Ben Casey                                    | ミス・ブリンク               | 1エピソード出演                                                           |
| 1967           | じゃじゃ馬億万長者 The Beverly Hillbillies                  | アデリン・アシュリー         | 1エピソード出演                                                           |
| 1968           | アイ・スパイ I Spy                                          | ミルドレッド                 | 1エピソード出演                                                           |
| 1969           | オペラハット Mr. Deeds Goes to Town                         | モリー                       | 1エピソード出演                                                           |
| 1969-1971      | ジュリア Julia                                              | メルバ                       | 準レギュラーとして9エピソードに出演                                       |
| 1969-1974      | Here's Lucy                                                 | イザベル、ほか               | それぞれ別の役で9エピソードに出演 準レギュラーキャスト                    |
| 1971           | 刑事コロンボ Columbo: Suitable for Framing                  | 女家主                       | エピソード『二枚のドガの絵』                                              |
| 1973-1974      | シグムンドとシーモンスターたち Sigmund and the Sea Monsters | ゼルダおばさん               | レギュラーキャスト 15エピソード出演                                       |
| 1974           | 事件記者コルチャック Kolchak: The Night Stalker             | ベス・ワインストック         | 1エピソード出演                                                           |
| 1975           | マッシュ M*A*S*H                                            | リース大佐                   | 1エピソードに出演                                                         |
| 1975-1976      | Doc                                                         | ベアトリス・タリー           | 準レギュラーキャスト 15エピソード出演                                     |
| 1977,1978      | タバサ Tabitha                                              | カサンドラ                   | 2エピソード出演                                                           |
| 1981           | ラブ・ボート The Love Boat                                  | ランドルフ夫人               | 1エピソード出演                                                           |
| 1981           | わが家は11人 The Waltons                                    | オクタヴィア                 | 1エピソード出演                                                           |
| 1981,1982,1984 | Dr.トラッパー サンフランシスコ病院物語 Trapper John, M.D.   | ヘイゼル、ほか               | それぞれ別の役で3エピソード出演                                           |
| 1984           | マット・ヒューストン Matt Houston                           | ネリー・コクラン             | 1エピソード出演                                                           |
| 1985           | ジェシカおばさんの事件簿 Murder, She Wrote                  | マルヴァ・クレイン           | 1エピソード出演                                                           |
| 1989-1991      | 名探偵ダウリング神父 Father Dowling Mysteries               | マリー･マーキン(家政婦)      | レギュラーキャスト 42エピソードに出演                                     |